# Gabriel Josipovici
Gabriel David Josipovici, né le 8 octobre 1940 à Nice, est un romancier, nouvelliste, critique, théoricien de la littérature et dramaturge britannique.

## Biographie
Il nait à Nice en 1940, de parents juifs russo-italiens, romano-levantins, il passe les années de guerre dans un village des Alpes françaises puis à la Bourboule, échappant ainsi que sa mère à la déportation. Il étudie pendant six ans (de 1950 à 56) en Égypte au Victoria College du Caire, avant d'émigrer avec sa mère en Angleterre où il finit ses études secondaires au Cheltenham College, dans le Gloucestershire. 
Il fait des études d'anglais au St Edmund Hall d'Oxford, où il est diplômé en 1961 avec la mention très bien. 
Il enseigne à l'université du Sussex à Brighton de 1963 à 1998, où il est professeur-chercheur à l'École supérieure des sciences humaines. Il fut auparavant professeur à la chaire Weidenfeld de littérature comparée à l'université d'Oxford. 
Il publie plus d'une douzaine de romans, trois recueils de nouvelles et un certain nombre d'ouvrages critiques. Ses pièces ont été montées en Grande-Bretagne, et passées à la radio en France et en Allemagne. Son œuvre a été traduite dans les principales langues européennes ainsi qu'en arabe. 
En 2001, il publie A life (Une vie), une biographie de sa mère, la traductrice et poète Sacha Rabinovitch. 
En 2007, il donne une conférence à l'université de Londres intitulée «Qu'est-il arrivé à la modernité?" publiée ensuite par Yale University Press.
Il collabore régulièrement au The Times Literary Supplement. 
Il est membre de la British Academy et de la Royal Society of Literature.

### Fiction
- The Inventory (1968)
- Mobius the Stripper: Stories and Short Plays (1974)
- The Present (1975)
- Four Stories (1977)
- Migrations (1977)
- The Echo Chamber (1979)
- The Air We Breathe (1981)
- Conversations in Another Room (1981)
- Contre Jour (Carcanet Press, 1984)
- In the Fertile Land (Carcanet Press, 1987)
- Steps: Selected Fiction and Drama (Carcanet Press, 1990)
- The Big Glass(Carcanet Press, 1991)
- In a Hotel Garden (1993)
- Moo Pak (Carcanet Press, 1996)(Hardback, 1994)
- Now (Carcanet Press, 1998)
- Goldberg: Variations (Carcanet Press, 2002)
- Only Joking (2005)
- Everything Passes (Carcanet Press, 2006)
- After and making Mistakes (Carcanet Press, 2008)
- Heart's Wings (Carcanet Press, 2010)
- Infinity (Carcanet Press, 2012)

### Non-fiction
- The World and the Book (1971, 1979)
- The Lessons of Modernism (1977, 1987)
- Writing and the Body (1982)
- The Mirror of Criticism: Selected Reviews (1983)
- The Book of God: A Response to the Bible (1988, 1990)
- Text and Voice (Carcanet Press, 1992)
- On Trust: Art and the Temptations of Suspicion (1999)
- A Life (2001). Les mémoires de sa mère.
- The singer on the Shore: essays 1991-2004 (Carcanet Press, 2006)
- What Ever Happened to Modernism? (Yale University Press, 2010)

### Traductions françaises
- Contre-jour : Triptyque d'après Pierre Bonnard, [« Contre-jour : A Triptych After Pierre Bonnard », 1984], trad. de Alain Bony, Paris, Éditions Gallimard, coll. « Du monde entier », 1989, 178 p.  (ISBN 978-2-07-071499-5)
- Moo Pak, [« Moo Pak », 1996], trad. de Bernard Hœpffner, Meudon, France, Quidam Éditeur, 2011, 192 p.  (ISBN 978-2-915018-57-8)[2]
- Tout passe, [« Everything Passes », 2006], trad. de Claro, Meudon, France, Quidam Éditeur, 2012, 65 p.  (ISBN 978-2-915018-73-8)
- Goldberg : Variations, [« Goldberg: Variations », 2002], trad. de Bernard Hoepffner, Meudon, France, Quidam Éditeur, 2014, 296 p.  (ISBN 978-2-915018-79-0)
- Infini - L'histoire d'un moment, [« Inifinity », 2012], trad. de Bernard Hoepffner, Meudon, France, Quidam Éditeur, 2016, 296 p.  (ISBN 978-2-915018-87-5)[3]
- Dans le jardin d'un hôtel, [« In a Hotel Garden », 1993], trad. de Vanessa Guignery, Meudon, France, Quidam Éditeur, 2017, 160 p. ( (ISBN 978-2-37491-057-4))